# 張君秋

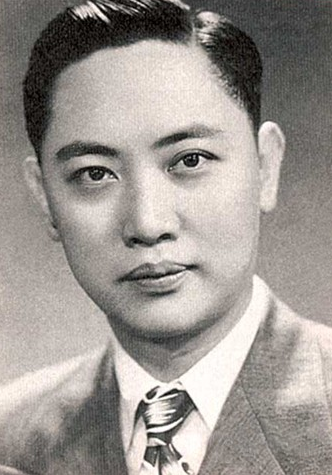
張君秋肖像

張君秋（1920年10月14日—1997年5月27日），祖籍江苏，生于北京，中国京劇表演艺术家，工旦行。

## 生平
祖籍江蘇，1920年10月14日出生于北京，從小跟李凌楓學京劇表演藝術，后來又拜師尚小雲和梅蘭芳。1940年，北平《立言画刊》评定张君秋与李世芳、毛世来、宋德珠为“四小名旦”。
和李世芳、毛世來、宋德珠有四小名旦的稱號。長期與馬連良合作，在英屬香港巡迴期間，與馬合拍彩色京劇電影《梅龍鎮》、《漁夫恨》，與俞振飛合拍彩色京劇電影《玉堂春》。回到中國后，歷任北京京劇三團團長、北京京劇團（現在的北京京劇院）總副團長，獲評中國國家文藝一級。
他開創了張派京劇表演藝術，他的琴師（京劇胡琴；京胡）是何順信；鼓師是金瑞林；京劇二胡（京二胡）是張似雲；京劇月琴是尚長貴。他的演唱風格被人稱為張腔。顧正秋等多人是他的學生，1990年，張顧師徒2人同時在美國紐約得到亞洲傑出藝人終身藝術成就金獎。代表作《望江亭》和《秦香蓮》被拍成彩色京劇電影。
1997年5月27日在北京去世，享年77岁。

## 家庭
元配赵玉蓉，1944年娶吴励箴，吴励箴於1969年離世，赵玉蓉也在不久后病故，1974年娶京劇旦角谢虹雯（杨宝森遺孀）為妻子。
他的兒子張學津、張學海工生行，分別拜師馬連良和周信芳。兒子張學浩工生行、旦行，女兒張學敏工旦行，張學玲工老旦。

## 外部連結
- 一代名伶张君秋